# Ingemar Teever
Ingemar Teever (ur. 24 lutego 1983 w Saue) – estoński piłkarz występujący na pozycji napastnika.

## Kariera klubowa
Piłkę nożną zaczął trenować w szkółce piłkarskiej Aivara Tiidusa. W latach 1997–1998 był zawodnikiem Nõmme Kalju. W latach 1999–2001 grał w MC Tallinn. Od 2002 do 2005 reprezentował TVMK Tallinn. Pod koniec 2005 trafił do Östers IF. W lutym 2008 wrócił do Nõmme Kalju. W lipcu 2010 przeszedł do SC Pfullendorf. W lipcu 2012 trafił do Levadii Tallinn.

## Kariera reprezentacyjna
W reprezentacji Estonii zadebiutował w 2003 roku.